# Courant, Charente-Maritime
Courant är en kommun i departementet Charente-Maritime i regionen Nouvelle-Aquitaine i västra Frankrike. Kommunen ligger  i kantonen Loulay som ligger i arrondissementet Saint-Jean-d'Angély. År 2022 hade Courant 442 invånare.

## Befolkningsutveckling
Antalet invånare i kommunen Courant
Referens:INSEE